# Frederik Neyrinck
Frederik Neyrinck (Kortrijk, 14 augustus 1985) is een Belgisch componist en pianist.

## Levensloop
Componist Frederik Neyrinck studeerde in Brussel, Stuttgart en Graz bij Piet Kuijken (piano), Jan Van Landeghem, Marco Stroppa en Clemens Gadenstätter (compositie). Als componist werkte hij samen met ensembles en orkesten in binnen- en buitenland. Hij maakt ook vaak bewerkingen en transcripties van bestaand repertoire. Zijn werken werden opgenomen door onder meer I SOLISTI, Revue Blanche en SPECTRA. Van 2020 tot 2024 is hij artist in residence bij I SOLISTI. Hij kreeg verschillende onderscheidingen zoals het Oostenrijks Staatsstipendium voor compositie (2018) en de Förderpreis der Stadt Wien (2020). In 2017-2018 was hij seizoenscomponist bij Concertgebouw Brugge. Hij is ook actief in de wereld van muziektheater/opera en is in residentie bij LODmuziektheater. Frederik Neyrinck werkte eerder samen met KOPERGIETERY, Opera Ballet Vlaanderen, makemake produktionen Wenen en Staatstheater Oldenburg.